# Ernst Wolfgang Lewicki
Ernst Wolfgang Leonidas Wilhelm Lewicki (* 29. April 1894 in Dresden; † 28. März 1973 ebenda) war ein Bauingenieur und Wissenschaftler. Als Professor an der TU Dresden spielte er bei der Profilierung des Faches Baubetriebswesen innerhalb des Bauingenieurwesens eine wesentliche Rolle.

## Leben
Ernst Wolfgang Lewicki („Lewitzki“ gesprochen) war ein Enkel von Prof. Leonidas Lewicki (1840–1907), der ab 1874 den Lehrstuhl für Maschinenbaukunde und Entwerfen der TH Dresden innehatte, und Sohn von Ernst Anton Lewicki (1863–1937), der von 1906 bis 1931 außerordentlicher Professor für Maschinenbau/Konstruktion von Dampfkesseln, Wasserkraftmaschinen und Dampfturbinen an der TH Dresden war.
Lewicki hatte 1913 sein Abitur am Kreuzgymnasium in Dresden bestanden und danach an der TH Dresden Bauingenieurwesen studiert. Nach dem Diplom 1921 war er u. a. Regierungsbauführer beim Straßen- und Wasserbauamt Schwarzenberg und Konstrukteur, Bauleiter sowie Oberbauleiter bei der Fa. Gebr. Rank München. 1927 und 1928 war er als Bauingenieur der Detroit-Edison Company in Detroit/USA tätig.
Weitere Stationen seines Berufslebens waren unter anderem Bauleiter für Stahlbetonbrückenbauten bei der Fa. Josef Wahler & Co. GmbH München (1933–1934), Technischer Leiter bei der Fa. Wayss & Freytag AG, Niederlassung Dresden (1934) und Geschäftsführer und Technischer Leiter der Vereinigten Ingenieurbaubetriebe GmbH Dresden (1946).
Lewicki wurde im November 1951 auf den „Lehrstuhl für Massivbrücken, Grundbau und Baubetrieb“ der TH Dresden berufen. Mit Nachdruck und aus Überzeugung verfolgte er die Idee, dem Baubetrieb eine adäquate Stellung zukommen zu lassen. Diese führte schließlich dazu, dass am 1. September 1955 das „Institut für Baubetriebswesen“ gegründet wurde – nach Berlin und München das drittälteste in Deutschland. Gleichzeitig mit der Institutsgründung wurde eine Fachrichtung „Baubetriebswesen“ geschaffen, die neben den bestehenden Fachrichtungen „Konstruktiver Ingenieurbau“, „Stadtbauwesen“ und „Wasserbau“ nach dem Vordiplom eine vertiefte Ausbildung der Studenten auf bautechnologischem Gebiet enthielt.
Schwerpunkte der Lehr- und Forschungstätigkeit waren die Planung und Steuerung von Bauabläufen, die Einrichtung von Großbaustellen, die Baumechanisierung, das Bauen mit Betonfertigteilen und das Bauen unter Winterbedingungen.
Zur Wissensvermittlung, nicht nur für Studenten, sondern ebenso für Fachleute aus der Baupraxis, entstand das „Seminar für konstruktiven Ingenieurbau und Baubetriebswesen“, das noch heute als „Seminar für Bauwesen“ an der Fakultät Bauingenieurwesen der TU Dresden in regelmäßigem Turnus unterschiedliche Themen behandelt.
In den Jahren 1955 bis 1957 war Prof. Lewicki Dekan der Fakultät Bauwesen. Er wurde 1962 emeritiert. Im Jahr 1968 wurde Lewicki zum Dr. h. c. der Hochschule für Bauwesen Leipzig ernannt. Er starb am 28. März 1973 in Dresden und wurde auf dem Johannisfriedhof beigesetzt.

## Publikationen (Auswahl)
- 1954: Entwicklungen von vorgefertigten Fenster- und Türrahmen-Gewänden aus Stahlbeton
- 1955: Die Montagebauweise mit Stahlbetonfertigteilen und ihre aktuellen Probleme
- 1956: Entwicklungsmöglichkeiten für Diplom-Ingenieure der Fachrichtungen „Konstruktiver Ingenieurbau“ und „Baubetriebswesen“
- 1956: Baubetrieb, Einrichtungen und Mechanisierung von Baustellen des Ingenieur- und Hochbaues

## Ernst-Lewicki-Preis
Seit 2008 wird vom Verein der Absolventen und Förderer der Studienrichtung Baubetriebswesen an der Technischen Universität Dresden der Ernst-Lewicki-Preis verliehen. Dieser wird jährlich an den Absolventen mit der besten Diplomarbeit am Institut für Baubetriebswesen der TU Dresden verliehen.